# Полевой (Липецкая область)
Полево́й — посёлок Долгоруковского сельского поселения Долгоруковского района Липецкой области.
Находится в центральной части Долгоруковского района, в 5 км к югу от села Долгоруково. 
В 2001 году отмечается 83 двора, 211 жителей. Название по месторасположению посёлка в поле. 
В 0,5 км к западу от Полевого проходит шоссе, связывающее райцентр Долгоруково с селом Меньшой Колодезь.
В 4 км к югу находится железнодорожная станция Долгоруково (линия Елец — Валуйки ЮВЖД).

## Население
| 2001 | 2010 |
| ---- | ---- |
| 211  | ↘198 |